# Simone Waisbard
 (avril 2021).
Si vous disposez d'ouvrages ou d'articles de référence ou si vous connaissez des sites web de qualité traitant du thème abordé ici, merci de compléter l'article en donnant les références utiles à sa vérifiabilité et en les liant à la section « Notes et références ».
Simone Waisbard, née Simone Goguelat le 30 août 1909 à Paris et morte le 30 mars 2013 au Plessis-Bouchard, est une exploratrice, américaniste et archéologue française.

## Biographie
En 1954, Simone et son mari Roger Waisbard se rendent en Amérique du Sud. Ils tournent dans les années qui suivent un film sur les îles péruviennes et préparent un livre, Mon Venezuela. 
Simone devient une américaniste érudite. Elle est aidée par son fils Jack. On la présente soit comme ethnologue, soit comme archéologue car elle s'intéresse beaucoup aux civilisations précolombiennes des Andes, et en particulier au travers des yeux des villageois amérindiens. Elle bénéficie, à partir de 1958, de l'aide d'archéologues péruviens éminents : Arturo Jimenez Borja ou  Luis Valcarcel, et devient membre de la Société Géographique de Lima.

## Critique
Simone Waisbard publia un certain nombre d'ouvrages à partir de ses réflexions sur le terrain. Ce sont des livres souvent un peu confus, dont le contenu a été repris par divers amateurs d'archéomanie parfois mal intentionnés. Il manque donc souvent une véritable rigueur scientifique. Cependant, ces livres restent précieux pour des voyageurs qui désirent partir visiter le Pérou ou la Bolivie, ils sont un support pour le rêve et la poésie, mais ils posent aussi de nombreuses questions curieuses sur les civilisations disparues, les mythes précolombiens, leur interprétation toujours délicate.

## Articles
- Découverte du Pérou, Connaissance du Monde, avril-mai 1957.
- Les indiens Shamas de l'Ucayali, Revue de la Société d'Ethnographie de Paris, Paris, 1959.
- Découverte et déchiffrement de l'écriture inca, Archéologia, n°62, Paris, 1973.
- Spécial Nazca, Kadath, n°16, Bruxelles, 1976.
- "Science ou fiction :des géants précolombiens", Kadath n°58, 1985.